# Griffinia liboniana
Griffinia liboniana är en amaryllisväxtart som beskrevs av Charles Jacques Édouard Morren. Griffinia liboniana ingår i släktet Griffinia och familjen amaryllisväxter. Inga underarter finns listade i Catalogue of Life.